# James Q. Whitman
James Q. Whitman (geboren 29. April 1957) ist ein US-amerikanischer Jurist.

## Leben
James Whitman studierte Jura an der Yale University (J.D.) und an der Columbia University (M.A.). Promoviert wurde er an der University of Chicago. 2010 war er Guggenheim Fellow.
Whitman arbeitet als Rechtsanwalt und ist Hochschullehrer für Ausländisches Recht und Rechtsvergleichung an der Yale University.
In seiner 2017 veröffentlichten Untersuchung zur deutschen Rassengesetzgebung in der Zeit des Nationalsozialismus stellt Whitman die These auf, dass durch die Arbeit des deutschen Juristen Heinrich Krieger, 1933–34 einen Forschungsaufenthalt in der University of Arkansas School of Law absolvierte, die US-Rassengesetze und ihre pragmatische Handhabung in die juristische Vorbereitung der Nürnberger Gesetze eingeflossen sind. Der deutsche Publizist Hannes Stein sieht in dem Werk eine eindrucksvoll belegte Studie, der Politikwissenschaftler Joshua Muravchik hingegen verwarf Whitmans Interpretation der amerikanischen Geschichte als eine „reductio ad Hitlerum“.
2017 wurde Whitman in die American Academy of Arts and Sciences gewählt.

## Schriften (Auswahl)
- Hitler’s American Model: The United States and the Making of Nazi Race Law. Princeton University Press, 2017[4]
  - Hitlers amerikanisches Vorbild: Wie die USA die Rassengesetze der Nationalsozialisten inspirierten. Übersetzung Andreas Wirthensohn. C.H. Beck, München 2018. DNB-Link
- The Origins of Reasonable Doubt: Theological Roots of the Criminal Trial. Yale University Press, 2008. ISBN 978-0-300-11600-7.
- Harsh Justice: Criminal Punishment and the Widening Divide Between America and Europe. Oxford University Press, 2005. ISBN 978-0-19-518260-6.
- The Two Western Cultures of Privacy: Dignity versus Liberty, Yale Law Journal, Vol. 113, April 2004
- The legacy of Roman law in the German romantic era: historical vision and legal change. Princeton University Press, 1990. ISBN 978-0-691-05560-2